# The Turn in the Road
The Turn in the Road és una pel·lícula muda dramàtica estatunidenca del 1919 dirigida per King Vidor. El seu primer llargmetratge, la producció va ser finançada per la Brentwood Film Corporation i el títol i l'escenari basats en un tractat religiós de Ciència Cristiana. No es coneix que existeixi cap impressió d'aquesta pel·lícula, el que suggereix que es tracta d'una pel·lícula perduda.

## Argument
Tal com es descriu en una revista de cinema,Paul Perry (Hughes) fill del ric fabricant de ferro Hamilton Perry (Nichols), estima obertament la filla petita del reverend Matthew Barker (Hall), mentre que la filla gran, que és més pràctica, l'estima en secret. La jove parella es casa, i un any després neix un nen però la mare mor. Gairebé boig de pena, el marit retreu al clergue haver predicat una doctrina d'un Déu que infligeix pena als seus fills. Incapaç de reconciliar-se amb el seu dolor, marxa als barris marginals de Chicago i busca la veritat en relació amb el propòsit de Déu. Mentrestant, el seu fill Bob (Alexander) és cuidat per la germana de la seva dona. Paul decideix marxar de Chicago en un tren de mercaderies i torna a la seva ciutat natal i passa la nit al graner del seu pare. L'endemà al matí en Bob, que ha passat la nit amb el seu avi, surt al graner a donar de menjar a uns cadells i descobreix l'home adormit al fenc. Parlen, i la cunyada de Paul arriba al graner i el reconeix, mentre Paul descobreix que el nen és seu, resolent la seva recerca de comprensió espiritual. També hi ha una subtrama que implica un conflicte entre el ric fabricant de ferro i els seus treballadors.

## Repartiment
- George Nichols com a Hamilton Perry
- Lloyd Hughes com a Paul Perry
- Winter Hall com el reverend Matthew Barker
- Helen Jerome Eddy com a Jane Barker
- Pauline Curley com a Evelyn Barker
- Ben Alexander com a Bob
- Charles Arling

## Producció
El 1918 Vidor va buscar finançament per a un llargmetratge, el seu primer, de diversos metges i dentistes incorporats com "Brentwood Films". El grup havia finançat una sèrie de pel·lícules produïdes pel Jutge Willis Brown de la Boy City Film Company el 1918. Vidor n'havia dirigit deu d'aquestes dues bobines.
King Vidor descriu com va irrompre en la direcció de llargmetratges el 1918:
| « | "Vaig escriure un guió [The Turn in the Road] i el vaig enviar... i nou metges van aportar 1.000 dòlars cadascun... i va ser un èxit. Aquest va ser el començament. No vaig tenir temps per anar a la universitat." | » |

A causa de les limitacions pressupostàries, Vidor només va fer una impressió de la imatge. No obstant això, la seva "execució rècord" en un cinema de Los Angeles va cridar l'atenció de Robertson-Cole, que la va comprar per a l'estrena nacional a través d'Exhibitors Mutual. Impressionat amb l'èxit de la pel·lícula, Brentwood Film Corporation (del nom d'un club rural de Brentwood) va finançar tres llargmetratges més amb Vidor com a director: Better Times, The Other Half i Poor Relations, tots estrenats el 1919.
Els ideals de ciència cristiana que Vidor va presentar a The Turn in the Road suggereixen que els seus patrocinadors financers a Brentwood eren almenys simpatitzants amb els seus preceptes.

## Tema
El guió i el títol de la pel·lícula es basa en un tracte religiós publicat per Ciència Cristiana de la qual Vidor en va ser un afiliat de tota la vida. L'idealisme religiós de Vidor elogiava el poder de la ment sobre la matèria i l'agrarisme jeffersonià.
L'historiador del cinema John Baxter cita una revisió contemporània de The New York Times que descriu una escena "particularment poderosa" que contrasta la resposta d'"un nen i un home ric i poderós". a la fúria d'una tempesta: el nen reacciona amb curiositat i meravellat davant la "força natural"; l'home fa una mueca davant cada llamp i cada tro, intimidat per un element que els seus "diners i poder [social] no poden superar".
Els historiadors del cinema Raymond Durgnat i Scott Simmons informen que els arxivers no han descobert cap impressió de la pel·lícula: de totes les pel·lícules de Vidor, la pèrdua de la seva primera... és lamentable. A partir de tots els informes va tenir un èxit espectacular i sincer..."